# Frank Williges
Frank Williges (* 28. Juli 1962 in Kassel) ist ein deutscher Politiker (CDU) und war Abgeordneter des Hessischen Landtags vom 5. April 2003 bis April 2008.

## Ausbildung und Beruf
Nach dem Abitur 1982 übernahm Frank Williges den väterlichen Handwerksbetrieb Bodenbeläge und Dekorationen in Helsa. Seit Juni 2008 ist er öffentlich bestellter und vereidigter Sachverständiger für das Bodenlegergewerbe. Weiterhin ist er seit 2003 Inhaber des zugehörigen Online-Shops Raumtraum-Dekoshop.
Frank Williges ist verheiratet mit Heike Williges und hat drei Kinder.

## Politik
Seit 1984 ist Williges Mitglied der CDU und dort seit April 2009  CDU-Kreisvorsitzender Kassel-Land und seit 2011 Vorsitzender der CDU-Kreistagsfraktion Kassel.
Kommunalpolitisch ist Frank Williges von 1985 bis 1997 und seit 2001 Mitglied der Gemeindevertretung Helsa, seit 1993 Abgeordneter des Kreistags Kassel.
Frank Williges war seit dem 5. April 2003 bis April 2008 Abgeordneter im hessischen Landtag und dort Mitglied im Ausschuss für Umwelt, ländlichen Raum und Verbraucherschutz, Ausschuss für Wirtschaft und Verkehr, Haushaltsausschuss und Unterausschuss für Finanzcontrolling und Verwaltungssteuerung. Er ist zu Beginn der 17. Legislaturperiode im April 2008 aus dem Landtag ausgeschieden.